# Sorsjön
Sorsjön är en sjö i Lycksele kommun i Lappland och ingår i Öreälvens huvudavrinningsområde. Sjön har en area på 0,0742 kvadratkilometer och ligger 423,9 meter över havet.

## Delavrinningsområde
Sorsjön ingår i det delavrinningsområde (714673-161588) som SMHI kallar för Mynnar i Maskenträskbäcken. Medelhöjden är 441 meter över havet och ytan är 5,38 kvadratkilometer. Det finns inga avrinningsområden uppströms utan avrinningsområdet är högsta punkten. Vattendraget som avvattnar avrinningsområdet har biflödesordning 5, vilket innebär att vattnet flödar genom totalt 5 vattendrag innan det når havet efter 193 kilometer. Avrinningsområdet består mestadels av skog (45 procent) och sankmarker (48 procent). Avrinningsområdet har 0,23 kvadratkilometer vattenytor vilket ger det en sjöprocent på 4,3 procent.